# Rotten to the Core
A Rotten to the Core dal az Utódok című filmből, amelyet Joacim Persson, Johan Alkenäs, és Shelly Peiken szerzett. A számot a filmben Cameron Boyce, Dove Cameron, Sofia Carson, és Booboo Stewart adja elő. A dalhoz videóklip is készült, mely 2015. július 23-án került fel a YouTube-ra. A szerzeménynek van egy második verziója is, amely kislemez formában is kiadásra került. A "feldolgozást" Sofia Carson egyedül énekli.

## Slágerlisták
| Slágerlista                | Helyezés |
| -------------------------- | -------- |
| Billboard Hot 100          | 38       |
| Digital Song Sales         | 33       |
| Streaming Songs            | 18       |
| Billboard Canadian Hot 100 | 66       |
| Kid Digital Songs          | 1        |

## Kislemez verzió
A Rotten to the Core második verzióját az amerikai énekesnő, Sofia Carson adja elő. A dal kislemezként jelent meg 2015. december 18-án a Walt Disney Records kiadásában. Az első változattól eltérően ez a verzió nem jelenik meg a filmben, viszont videóklip ehhez is készült, és 2015. augusztus 21-én került fel a YouTube-ra. Érdekesség, hogy a dal lett az Utódok spin-off sorozatának, az Utódok: Komisz világ-nak a főcímzenéje.

### Slágerlisták
| Slágerlista            | Helyezés |
| ---------------------- | -------- |
| Kid Digital Songs      | 7        |
| Bubbling Under Hot 100 | 5        |